# Straßenbahn Hohenstein-Ernstthal–Oelsnitz
| Streckenlänge: | 11,350 km           |                                                             |                                   |
| Spurweite: | 1000 mm (Meterspur) |                                                             |                                   |
| Stromsystem: | 1000 Volt =         |                                                             |                                   |
| Maximale Neigung: | 47,6 ‰              |                                                             |                                   |
| Minimaler Radius: | 25 m                |                                                             |                                   |
| |                     |                                                             |                                   |
| \| \| \| von Dresden \| \| \| \| 0,00 \| \| \| \| \| \| \| \| \| \| 0,05 \| Hohenstein-Ernstthal bzw. Güterbahnhof Hohenstein-Ernstthal \| 343 m \| \| \| \| \| \| \| \| \| nach Werdau \| \| \| \| 0,70 \| August-Bebel-Straße \| August-Bebel-Straße \| \| \| \| \| \| \| \| 0,84 \| Betriebsbahnhof \| Betriebsbahnhof \| \| \| 1,17 \| Goldbach-Restaurant \| Goldbach-Restaurant \| \| \| 1,77 \| Weiche 1 \| Weiche 1 \| \| \| 1,88 \| Fabrik Flechsig \| Fabrik Flechsig \| \| \| 2,38 \| Lungwitzbachbrücke \| 293 m \| \| \| \| Bundesstraße 180 \| \| \| \| \| Lungwitzbach \| \| \| \| 2,48 \| Uhlig-Weiche \| Uhlig-Weiche \| \| \| \| Agl. Uhlig-Mühle \| \| \| \| \| Bundesstraße 173 \| \| \| \| 2,85 \| Gasthaus zur Sonne \| Gasthaus zur Sonne \| \| \| 3,25 \| Weiche 2 / Thümmler \| Weiche 2 / Thümmler \| \| \| 3,37 \| Edelweiß \| Edelweiß \| \| \| 3,72 \| Kleine Schule \| Kleine Schule \| \| \| 3,96 \| Felsenkeller \| Felsenkeller \| \| \| 4,35 \| Roter Stern \| Roter Stern \| \| \| 4,60 \| Weiche 3 / Badstraße \| Weiche 3 / Badstraße \| \| \| 5,05 \| Heuschkelschmiede \| Heuschkelschmiede \| \| \| 5,23 \| Grünes Tal \| Grünes Tal \| \| \| 5,51 \| Rathaus \| Rathaus \| \| \| 5,69 \| Platz des Friedens \| Platz des Friedens \| \| \| 6,01 \| Weiche 4 / Blauer Stern \| Weiche 4 / Blauer Stern \| \| \| 6,29 \| Güterbahnhof Gersdorf \| Güterbahnhof Gersdorf \| \| \| 6,56 \| Gambrinus \| Gambrinus \| \| \| 7,05 \| Café Schwalbe \| Café Schwalbe \| \| \| 7,50 \| Kesselschmiede \| Kesselschmiede \| \| \| 7,88 \| Weiche 5 / Lugau, Oelsnitzer Str. \| Weiche 5 / Lugau, Oelsnitzer Str. \| \| \| 8,60 \| Concordiastraße \| Concordiastraße \| \| \| \| Hegebach \| \| \| \| 9,20 \| Wagenhalle Oelsnitz \| Wagenhalle Oelsnitz \| \| \| 9,25 \| Herrenmühle \| 352 m \| \| \| 9,82 \| Windbergstraße \| Windbergstraße \| \| \| 10,07 \| Weiche 6 \| Weiche 6 \| \| \| 10,13 \| Schulgasse \| Schulgasse \| \| \| 10,38 \| Stollberger Straße \| Stollberger Straße \| \| \| 10,63 \| Rittergutstraße \| Rittergutstraße \| \| \| 10,73 \| Gartenstraße \| Gartenstraße \| \| \| 10,95 \| Rathaus \| Rathaus \| \| \| 11,35 \| \| \| |                     |                                                             |                                   |
| Strecke |                     | von Dresden                                                 | von Dresden                       |
| Strecke | 0,00                |                                                             |                                   |
| |                     |                                                             |                                   |
| U-Bahn-Bahnhof (Strecke außer Betrieb) · Bahnhof · U-Bahn-Betriebs-/Güterbahnhof Streckenanfang (Strecke außer Betrieb) | 0,05                | Hohenstein-Ernstthal bzw. Güterbahnhof Hohenstein-Ernstthal | 343 m                             |
| |                     |                                                             |                                   |
| U-Bahn-Kreuzung mit Eisenbahn geradeaus unten (Strecke geradeaus außer Betrieb) · Strecke nach rechts · U-Bahn-Strecke (außer Betrieb) |                     | nach Werdau                                                 | nach Werdau                       |
| U-Bahn-Haltepunkt / Haltestelle (Strecke außer Betrieb) · U-Bahn-Strecke (außer Betrieb) | 0,70                | August-Bebel-Straße                                         | August-Bebel-Straße               |
| U-Bahn-Strecke nach links (außer Betrieb) · U-Bahn-Abzweig von links und von rechts (Strecke außer Betrieb) · U-Bahn-Strecke nach rechts (außer Betrieb) |                     |                                                             |                                   |
| U-Bahn-Bahnhof (Strecke außer Betrieb) | 0,84                | Betriebsbahnhof                                             | Betriebsbahnhof                   |
| U-Bahn-Haltepunkt / Haltestelle (Strecke außer Betrieb) | 1,17                | Goldbach-Restaurant                                         | Goldbach-Restaurant               |
| U-Bahn-Dienststation / Betriebs- oder Güterbahnhof (Strecke außer Betrieb) | 1,77                | Weiche 1                                                    | Weiche 1                          |
| U-Bahn-Haltepunkt / Haltestelle (Strecke außer Betrieb) | 1,88                | Fabrik Flechsig                                             | Fabrik Flechsig                   |
| U-Bahn-Haltepunkt / Haltestelle (Strecke außer Betrieb) | 2,38                | Lungwitzbachbrücke                                          | 293 m                             |
| U-Bahn-Bahnübergang (Strecke außer Betrieb) |                     | Bundesstraße 180                                            | Bundesstraße 180                  |
| U-Bahn-Brücke über Wasserlauf (Strecke außer Betrieb) |                     | Lungwitzbach                                                | Lungwitzbach                      |
| U-Bahn-Dienststation / Betriebs- oder Güterbahnhof (Strecke außer Betrieb) | 2,48                | Uhlig-Weiche                                                | Uhlig-Weiche                      |
| U-Bahn-Abzweig geradeaus und nach links (Strecke außer Betrieb) |                     | Agl. Uhlig-Mühle                                            | Agl. Uhlig-Mühle                  |
| U-Bahn-Bahnübergang (Strecke außer Betrieb) |                     | Bundesstraße 173                                            | Bundesstraße 173                  |
| U-Bahn-Haltepunkt / Haltestelle (Strecke außer Betrieb) | 2,85                | Gasthaus zur Sonne                                          | Gasthaus zur Sonne                |
| U-Bahn-Bahnhof (Strecke außer Betrieb) | 3,25                | Weiche 2 / Thümmler                                         | Weiche 2 / Thümmler               |
| U-Bahn-Haltepunkt / Haltestelle (Strecke außer Betrieb) | 3,37                | Edelweiß                                                    | Edelweiß                          |
| U-Bahn-Haltepunkt / Haltestelle (Strecke außer Betrieb) | 3,72                | Kleine Schule                                               | Kleine Schule                     |
| U-Bahn-Haltepunkt / Haltestelle (Strecke außer Betrieb) | 3,96                | Felsenkeller                                                | Felsenkeller                      |
| U-Bahn-Haltepunkt / Haltestelle (Strecke außer Betrieb) | 4,35                | Roter Stern                                                 | Roter Stern                       |
| U-Bahn-Bahnhof (Strecke außer Betrieb) | 4,60                | Weiche 3 / Badstraße                                        | Weiche 3 / Badstraße              |
| U-Bahn-Haltepunkt / Haltestelle (Strecke außer Betrieb) | 5,05                | Heuschkelschmiede                                           | Heuschkelschmiede                 |
| U-Bahn-Haltepunkt / Haltestelle (Strecke außer Betrieb) | 5,23                | Grünes Tal                                                  | Grünes Tal                        |
| U-Bahn-Haltepunkt / Haltestelle (Strecke außer Betrieb) | 5,51                | Rathaus                                                     | Rathaus                           |
| U-Bahn-Haltepunkt / Haltestelle (Strecke außer Betrieb) | 5,69                | Platz des Friedens                                          | Platz des Friedens                |
| U-Bahn-Bahnhof (Strecke außer Betrieb) | 6,01                | Weiche 4 / Blauer Stern                                     | Weiche 4 / Blauer Stern           |
| U-Bahn-Dienststation / Betriebs- oder Güterbahnhof (Strecke außer Betrieb) | 6,29                | Güterbahnhof Gersdorf                                       | Güterbahnhof Gersdorf             |
| U-Bahn-Haltepunkt / Haltestelle (Strecke außer Betrieb) | 6,56                | Gambrinus                                                   | Gambrinus                         |
| U-Bahn-Haltepunkt / Haltestelle (Strecke außer Betrieb) | 7,05                | Café Schwalbe                                               | Café Schwalbe                     |
| U-Bahn-Haltepunkt / Haltestelle (Strecke außer Betrieb) | 7,50                | Kesselschmiede                                              | Kesselschmiede                    |
| U-Bahn-Bahnhof (Strecke außer Betrieb) | 7,88                | Weiche 5 / Lugau, Oelsnitzer Str.                           | Weiche 5 / Lugau, Oelsnitzer Str. |
| U-Bahn-Haltepunkt / Haltestelle (Strecke außer Betrieb) | 8,60                | Concordiastraße                                             | Concordiastraße                   |
| U-Bahn-Brücke über Wasserlauf (Strecke außer Betrieb) |                     | Hegebach                                                    | Hegebach                          |
| U-Bahn-Dienststation / Betriebs- oder Güterbahnhof (Strecke außer Betrieb) | 9,20                | Wagenhalle Oelsnitz                                         | Wagenhalle Oelsnitz               |
| U-Bahn-Haltepunkt / Haltestelle (Strecke außer Betrieb) | 9,25                | Herrenmühle                                                 | 352 m                             |
| U-Bahn-Haltepunkt / Haltestelle (Strecke außer Betrieb) | 9,82                | Windbergstraße                                              | Windbergstraße                    |
| U-Bahn-Dienststation / Betriebs- oder Güterbahnhof (Strecke außer Betrieb) | 10,07               | Weiche 6                                                    | Weiche 6                          |
| U-Bahn-Haltepunkt / Haltestelle (Strecke außer Betrieb) | 10,13               | Schulgasse                                                  | Schulgasse                        |
| U-Bahn-Haltepunkt / Haltestelle (Strecke außer Betrieb) | 10,38               | Stollberger Straße                                          | Stollberger Straße                |
| U-Bahn-Haltepunkt / Haltestelle (Strecke außer Betrieb) | 10,63               | Rittergutstraße                                             | Rittergutstraße                   |
| U-Bahn-Haltepunkt / Haltestelle (Strecke außer Betrieb) | 10,73               | Gartenstraße                                                | Gartenstraße                      |
| U-Bahn-Bahnhof (Strecke außer Betrieb) | 10,95               | Rathaus                                                     | Rathaus                           |
| | 11,35               |                                                             |                                   |

Die Straßenbahn Hohenstein-Ernstthal–Oelsnitz war eine meterspurige Straßenbahn in Südwestsachsen. Zwischen 1913 und 1960 führte sie vom Bahnhof Hohenstein-Ernstthal über Gersdorf nach Oelsnitz. Bis zum Ende des Zweiten Weltkrieges wurde die Straßenbahn von der Sächsischen Überlandbahn GmbH mit Sitz in Frankfurt am Main betrieben.

## Geschichte

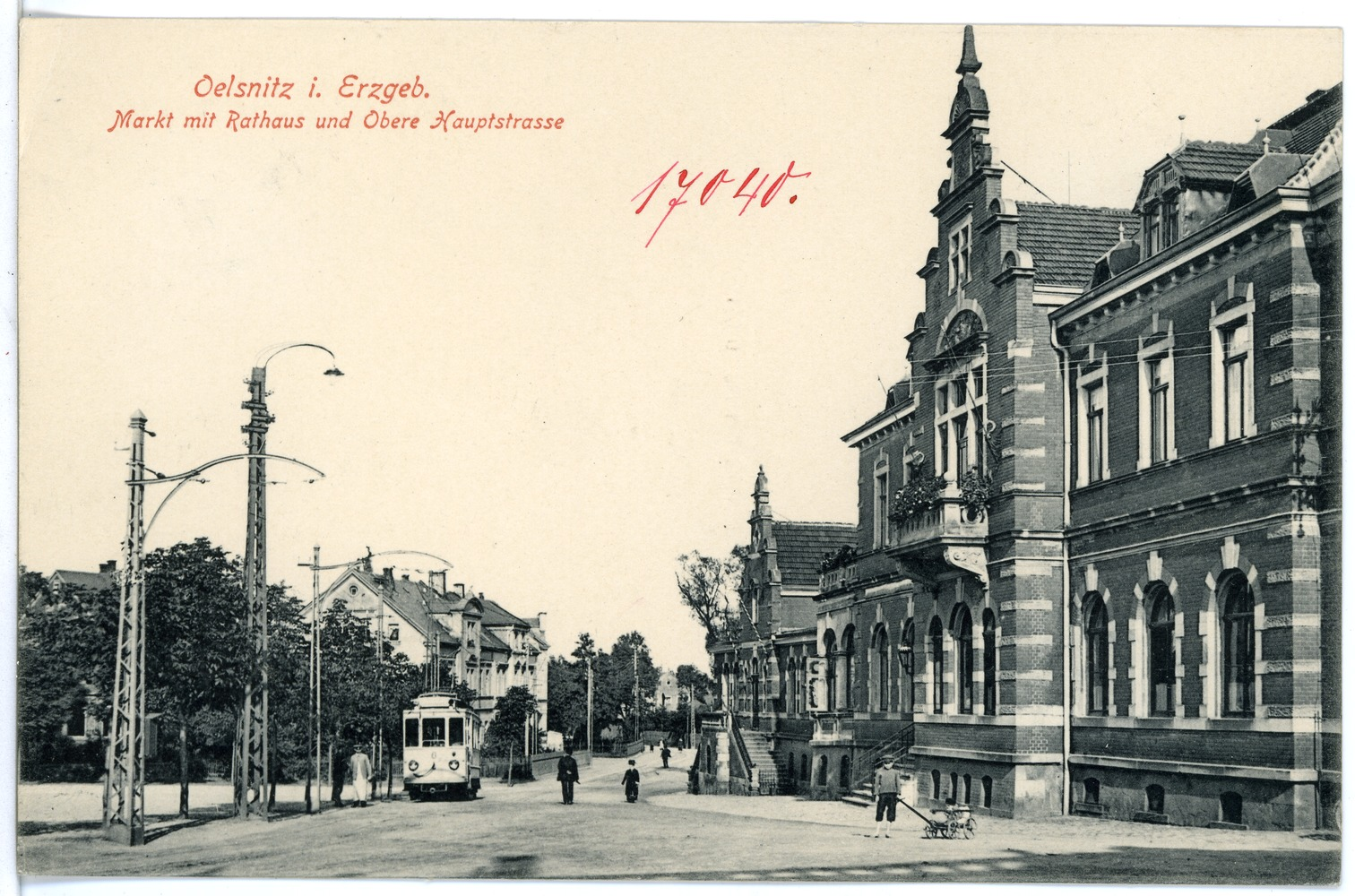
Straßenbahn in Oelsnitz (1913)

### Vorgeschichte
Nachdem bereits Hohenstein-Ernstthal, Lugau und Oelsnitz einen Eisenbahnanschluss besaßen, wünschten auch Gersdorf und Oberlungwitz ab den 1890er Jahren eine Anbindung ans Schienennetz. Am 10. November 1897 bildete sich in Hohenstein ein Komitee zum Bahnbau, das Oskar Ludwig Kummer am 16. November 1897 mit ersten Vorarbeiten beauftragte.
Am 19. März 1901 erhielt Kummer die Konzession für den Bau einer meterspurigen Straßenbahn, doch nachdem sein Unternehmen am 14. Juni 1901 in Konkurs ging, waren die bisherigen Absichten hinfällig. Da bei den angrenzenden Gemeinden das Geld für den Bahnbau nicht vorhanden war, behalf man sich vorerst mit anderen Mitteln. Gersdorf beispielsweise richtete am 11. November eine Pferdeomnibusverbindung nach Hohenstein ein, die von der Bevölkerung gut angenommen wurde. 1904 äußerte ein Herr Ballhorn Interesse am Bau einer Bahnverbindung, doch außer Forderungen nach Finanzmitteln und Zinsgarantien erbrachte das von ihm geführte Unternehmen keinen Fortschritt hinsichtlich einer Bahnverbindung, obwohl ihm die Unterlagen und Pläne von Kummer zur Verfügung standen. Nachdem das Projekt 1907 oder 1908 scheiterte, wurden erneut Investoren gesucht.

### Betrieb

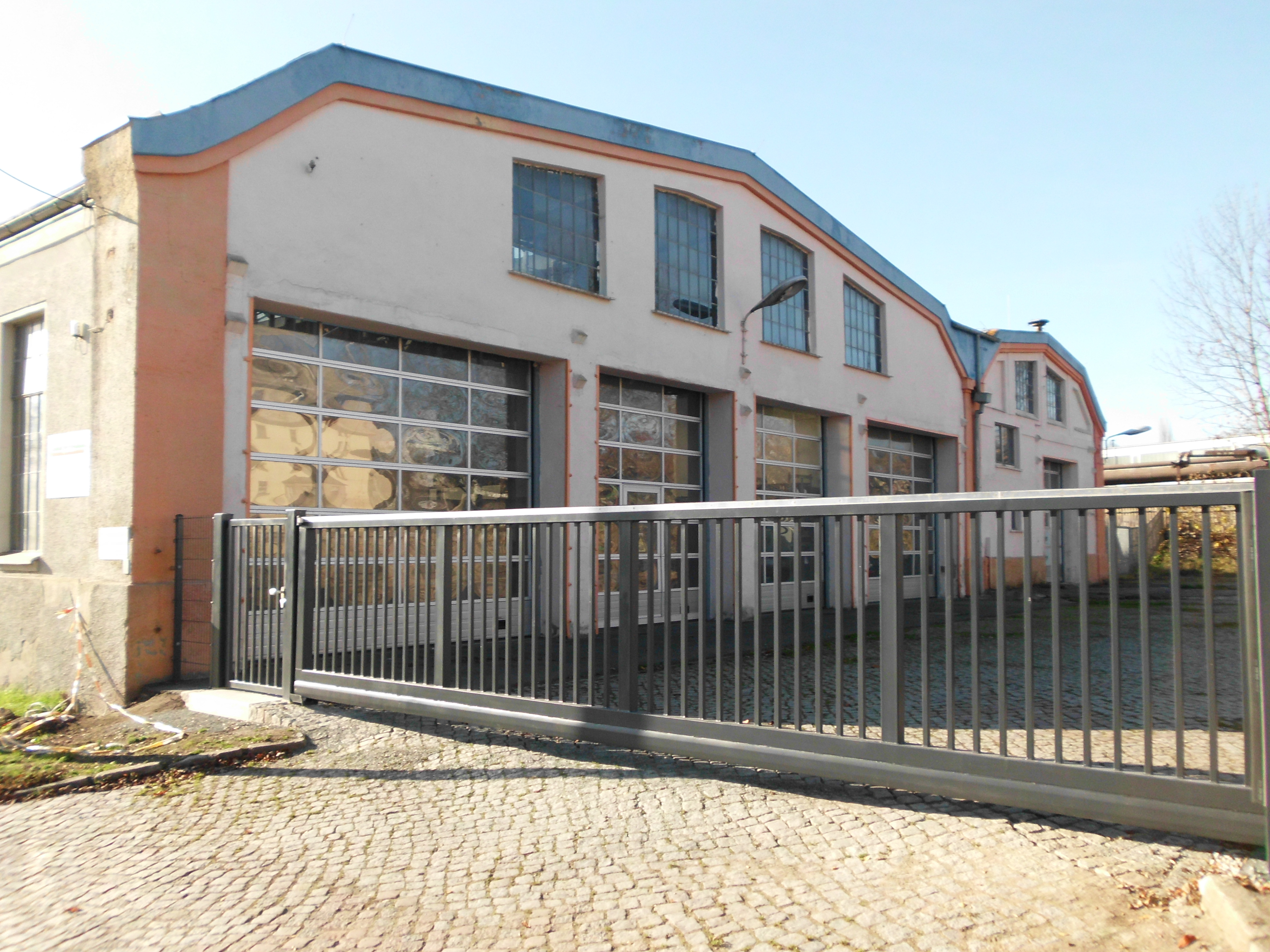
Straßenbahndepot Hohenstein-Ernstthal

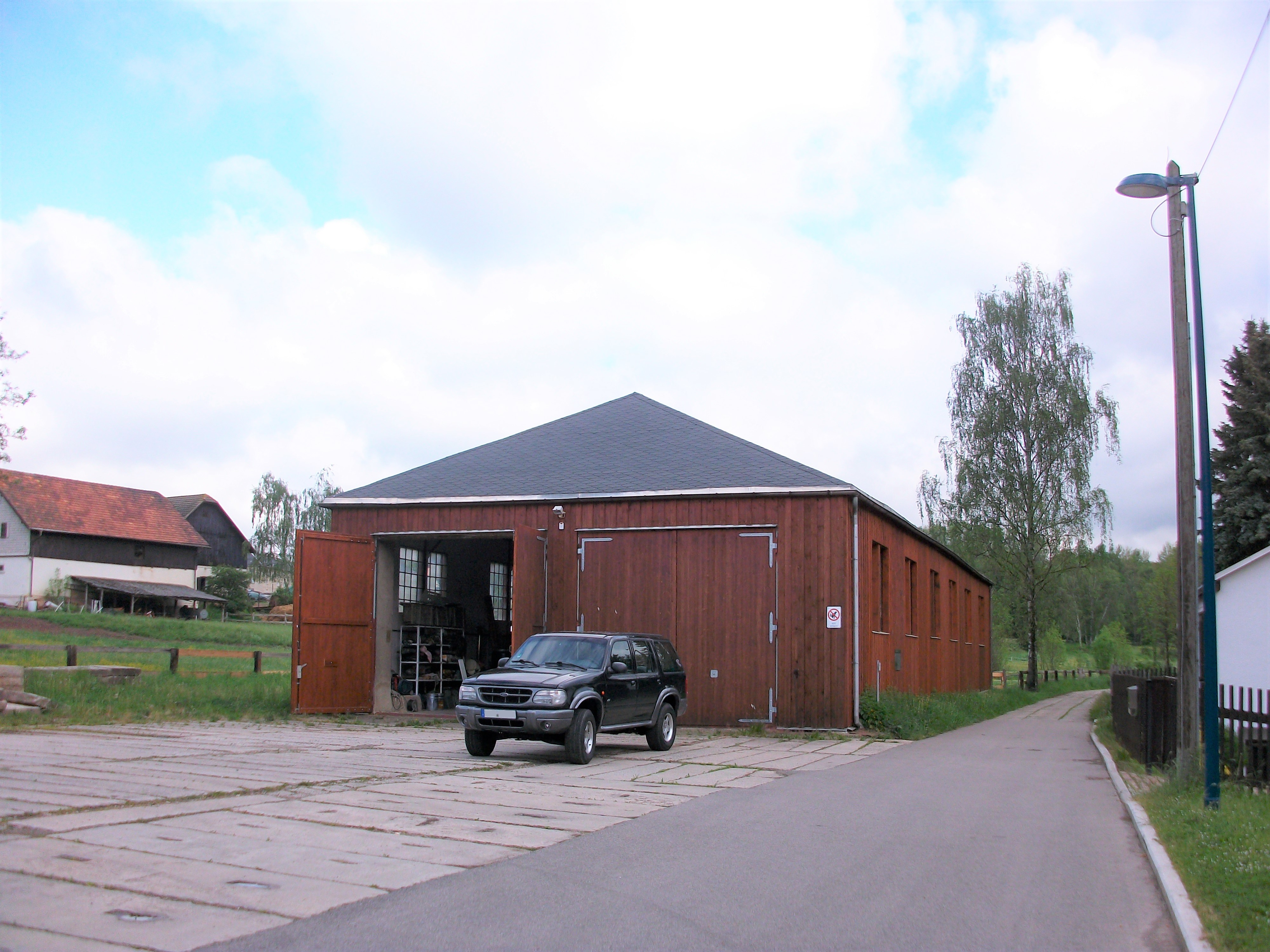
Wagenhalle der Straßenbahn Hohenstein-Ernstthal–Oelsnitz in Oelsnitz/Erzgeb. (2017)

Die Straßenbahn Hohenstein-Ernstthal–Oelsnitz wurde letztlich durch die Sächsische Überlandbahn GmbH mit Sitz in Frankfurt am Main erbaut. Nachdem bereits am 13. Februar 1913 die Einweihungsfahrt stattfand, wurde die Strecke für den Personenverkehr am 17. Februar 1913 und für den – stets unbedeutenden – Güterverkehr am 1. April 1913 eröffnet. Die Bahn verband den an der Hauptbahnstrecke Chemnitz–Glauchau gelegenen Bahnhof Hohenstein-Ernstthal, wo sich Verwaltung und Betriebshof befanden, mit dem Oelsnitzer Rathaus an der Bahnstrecke Stollberg–St. Egidien. Sie brachte für die Stadt Oberlungwitz sowie die Gemeinde Gersdorf, aber auch große Teile von Lugau den lange erwarteten Anschluss an das Schienennetz. Die 11,35 Kilometer lange und durchgehend eingleisige Trasse verlief überwiegend auf öffentlichen Straßen, nur 2,7 Kilometer lagen auf eigenem Bahnkörper. Die Fahrzeit betrug rund 50 Minuten.
Zum Einsatz kamen Fahrzeuge, die aus der Oberleitung mit Gleichstrom von 1000 Volt versorgt wurden. Anfangs fuhren die Züge meist halbstündlich; in späteren Jahren galt tagsüber ein 40-Minuten-Takt, da von anfangs sechs nur noch zwei Ausweichen vorhanden waren; dabei legte man auch nachts keine Betriebspause ein. Vor allem durch den starken Berufsverkehr der zahlreichen Bergwerke und Textilfabriken wuchs die Zahl der beförderten Personen schnell auf jährlich zwei Millionen. Hierfür standen 1940 zehn Triebwagen und zwölf Beiwagen zur Verfügung; für den Güterverkehr war ein elektrischer Gütertriebwagen vorhanden. Seit 1928 befand sich auch in Oelsnitz eine kleinere Wagenhalle.
Die Betriebsführung hatte von Anfang an die Deutsche Eisenbahn-Gesellschaft (DEAG) übernommen, die auch Anteile an der Straßenbahngesellschaft besaß. Diese kam mit der DEAG zum Lenz-Konzern, der AG für Verkehrswesen, der jedoch 1945 seine Bahnen im Bereich der Sowjetzone, der späteren DDR, verlor. Die Bahn wurde ein volkseigener Betrieb, der zuletzt „VEB (K) Verkehrsbetrieb Straßenbahn Hohenstein-Ernstthal – Oelsnitz“ hieß.
Nachdem die Zahl der Bergleute in den 1950er Jahren immer mehr zurückgegangen war und kostspielige Erneuerungsarbeiten anstanden, wurde der Gesamtbetrieb am 26. März 1960 eingestellt.

## Strecke

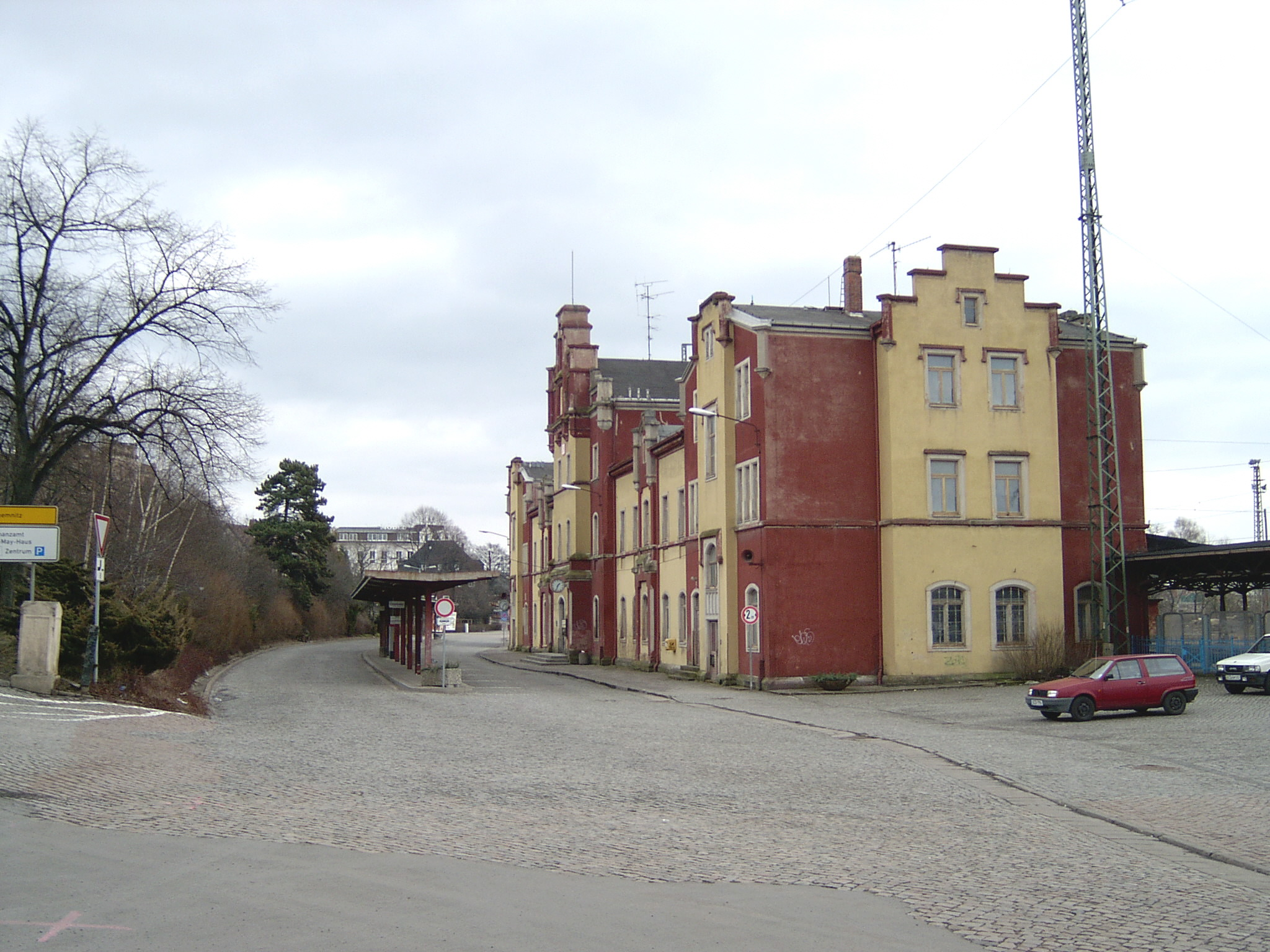
Ehemaliger Bahnhofsvorplatz in Hohenstein-Ernstthal

Die Strecke begann am Bahnhof Hohenstein-Ernstthal vor dem mittlerweile abgerissenen Empfangsgebäude. Von dort führte die Strecke in westlicher Richtung neben der Staatsbahnstrecke Dresden–Zwickau her, bis sie diese zusammen mit der Straße unter der Brücke am Bahnhofsende von Hohenstein-Ernstthal unterquerte. Nun wurde der Abzweig zum Hohensteiner Güterbahnhof und zum Depot an der Goldbachstraße passiert, bevor die Fahrt neben der Goldbachstraße Richtung Hermsdorf weiterging.
Dort kreuzte die Strecke zunächst die heutige Bundesstraße 180, bevor sie den Lungwitzbach auf einer Brücke überquerte. Weiter ging die Fahrt im engen Gleisbogen um die Uhlig-Mühle, einem größeren Mühlenkomplex mit eigenem Anschlussgleis, bis der Ort Gersdorf von der Bahn auf der Ortsstraße durchfahren wurde, bis ab der Haltestelle „Kesselschmiede“ am Ende von Gersdorf wieder eine eigene Trasse genutzt wurde.
Bis Oelsnitz folgte die Straßenbahn weiter dem Tal des Hegebachs, vorbei am zweiten Depot nahe der Herrenmühle. Nach einigen Kilometern Fahrt durch Oelsnitz, wo die Straßenbahn wieder die Straße mitbenutzte, war der Endbahnhof direkt vor dem Oelsnitzer Rathaus erreicht. Hier bestand in einiger Entfernung noch der Anschluss zur Bahnstrecke Stollberg–St. Egidien am Haltepunkt Mitteloelsnitz.

## Fahrzeuge

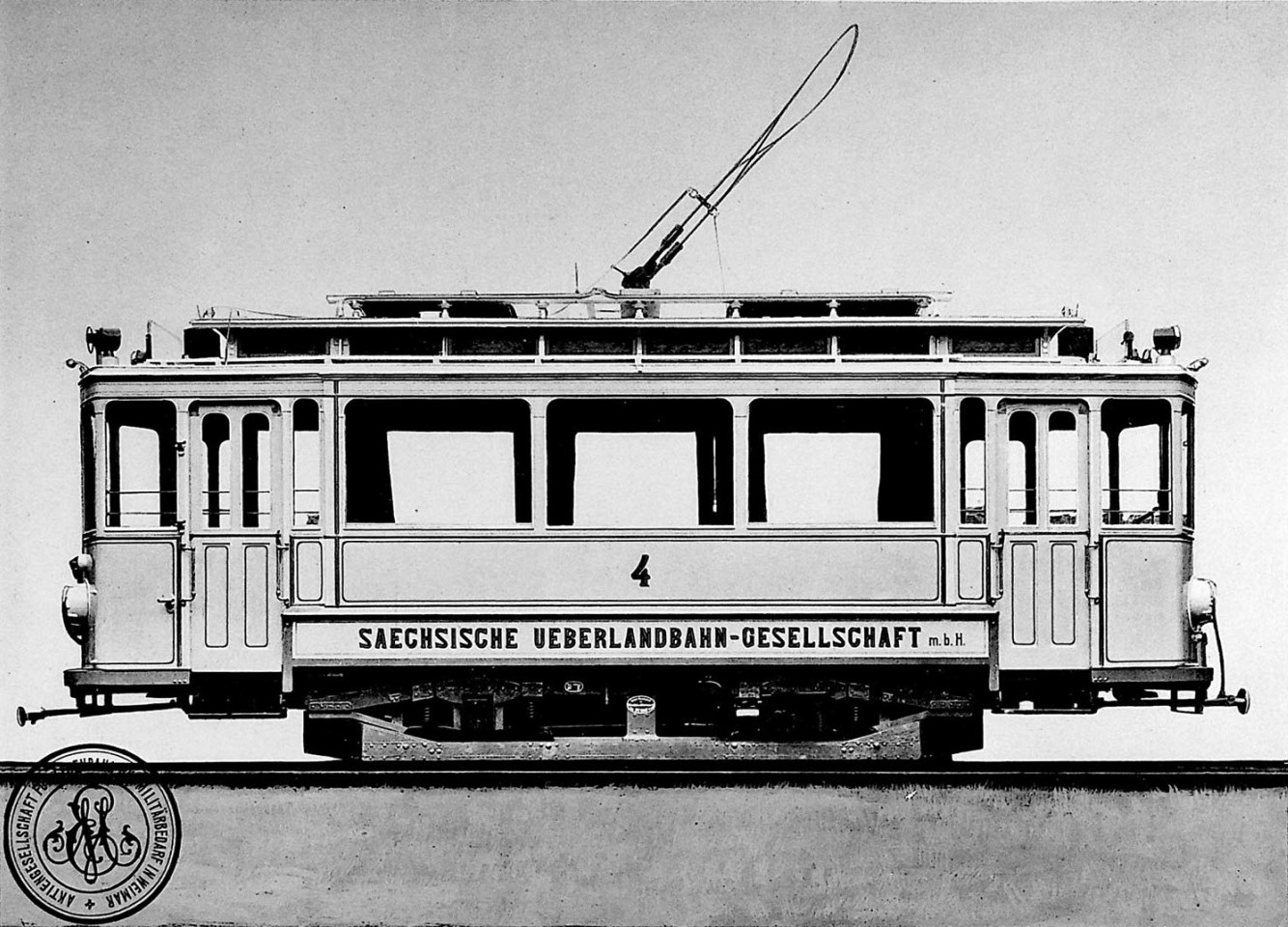
Seite aus dem Produktkatalog der Aktiengesellschaft für Eisenbahn- und Militärbedarf Weimar (Waggonfabrik Weimar)

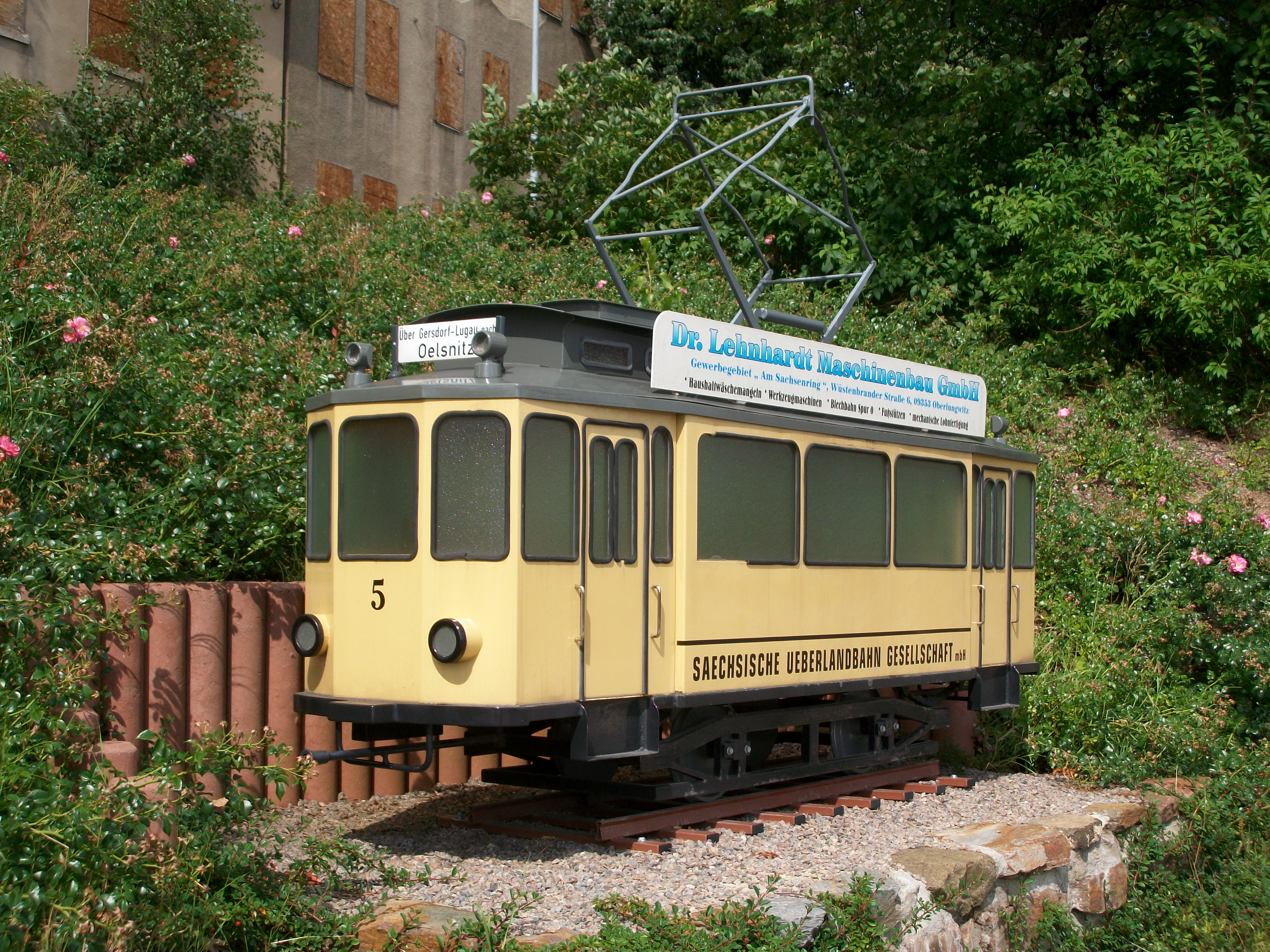
Modell der Straßenbahn Hohenstein-Ernstthal–Oelsnitz am Bahnhof Hohenstein-Ernstthal (2017)

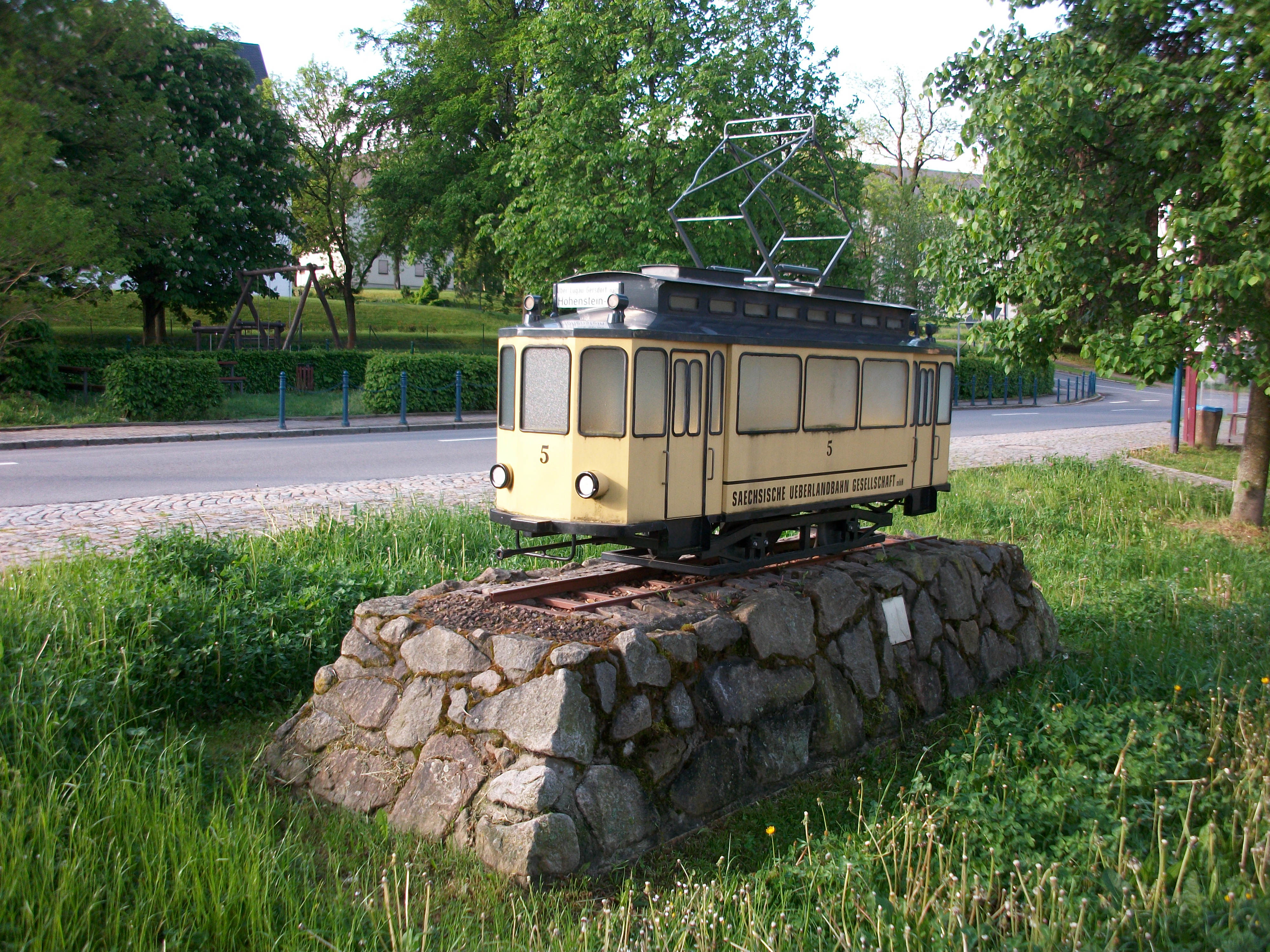
Modell der Straßenbahn Hohenstein-Ernstthal–Oelsnitz vor dem Rathaus Oelsnitz (2017)

### Personenverkehr
Zur Betriebseröffnung waren 1913 neun zweiachsige Triebwagen, die mit den Nummern 1–9 bezeichnet wurden, und ebenfalls neun dazugehörige Beiwagen mit den Nummern 21–29 vorhanden. Alle Fahrzeuge wurden von der Aktiengesellschaft für Eisenbahn- und Militärbedarf Weimar (Waggonfabrik Weimar) mit Ausrüstung von MAN gebaut. Beiwagen 22 gelangte 1921 nach Reutlingen; dafür kam 1925 ein Beiwagen mit der Nummer 22 in Zweitbesetzung von der Pfälzer Oberlandbahn. 1927/28 wurde der Wagenpark nochmals mit einem weiteren Triebwagen und drei Beiwagen von WUMAG in Görlitz erweitert. Drei vierachsige Beiwagen gelangten 1925 von der Elektrischen Kleinbahn Mansfeld nach Sachsen. Diese Fahrzeuge mit den Nummern 30–32 bewährten sich allerdings nicht und schieden bereits 1938 aus dem Bestand. Im gleichen Jahr wurde diesmal ein Triebwagen an die Pfälzer Oberlandbahn abgegeben. Acht Jahre vor der Betriebseinstellung wurden 1952 nochmals zwei neue Beiwagen mit den wiederholt vergebenen Nummern 31 und 32 vom VEB Waggonbau LOWA in Gotha beschafft. Damit waren bei der Betriebseinstellung noch neun Triebwagen und 14 Beiwagen vorhanden.
|                | Leergewicht in t | Maximalgewicht in t | Motorleistung in PS | Stehplätze |
| Triebwagen 1–9 | 11,35            | 14,05               | 2 × 45              | 34         |
| Triebwagen 10  | 13,40            | 17,30               | 2 × 63              | 52         |
| Beiwagen 21–29 | 6,15             | 9,00                | -                   | 38         |
| Beiwagen 33–35 | 7,40             | 11,30               | -                   | 52         |

Zunächst waren alle Fahrzeuge gelb lackiert, später kam am unteren Ende noch grüner Streifen dazu. Gebremst wurden die Fahrzeuge über Druckluft und als zweite Bremse stand noch eine Handbremse zur Verfügung. Der Fahrgastraum konnte über die an den Stirnseiten liegenden, überdachten Plattformen erreicht werden.

### Güterverkehr
Für den Güterverkehr besaß die Bahn einen speziellen Gütertriebwagen mit der Nummer 11, genannt „Rotfuchs“. Hinzu kamen sieben offene und sechs geschlossene Güterwagen.
- Daten Gütertriebwagen „Rotfuchs“:
  - Gewicht: 10,89 t
  - Motor: 2 × 45 PS